# 東京都立墨田工科高等学校
東京都立墨田工科高等学校（とうきょうとりつ すみだこうかこうとうがっこう、英: Tokyo Metropolitan Sumida High School of Technology）は、東京都江東区森下五丁目に所在する都立工科高等学校。
略称は『墨工（すみこう）』。

## 設置学科
- 全日制課程
  - 機械科
  - 自動車科
  - 電気科
  - 建築科
- 定時制課程
  - 総合技術科

## 沿革
- 1900年（明治33年）
  - 2月18日 - 東京府職工学校設立を公示し、本所区本所林町1番地76（現・墨田区菊川一丁目）に設立｡
  - 7月21日 - 開校式を挙行｡
- 1901年（明治34年）6月22日 - 東京府立職工学校と改称｡
- 1920年（大正9年）4月15日 - 東京府立実科工業学校と改称｡
- 1927年（昭和2年）11月18日 - 深川区富川町3番地（現校地）に校舎を新築、移転。
- 1943年（昭和18年）7月1日 - 都制施行に伴い、東京都立墨田工業学校と改称｡
- 1948年（昭和23年）4月1日- 学制改革に伴い、東京都立墨田工業新制高等学校と改称｡
- 1949年（昭和24年）11月5日 - 創立50周年記念祭を行う｡
- 1950年（昭和25年）1月26日 - 東京都立墨田工業高等学校と改称｡
- 1954年（昭和29年）10月16日 - 創立55周年記念式典を行う｡
- 1959年（昭和34年）10月17日 - 創立60周年記念式典を行う｡
- 1971年（昭和46年）4月1日 - 学校所在地、住所表示変更により江東区森下五丁目1番7号となる｡
- 1985年（昭和60年）10月19日 - 創立85周年記念式典を行う｡
- 1996年（平成8年）4月1日 - 同年度新入生より、進学対応を目的とした理工類型制を設置。
- 2000年（平成12年）10月28日 - 創立100周年記念式典を行う。
- 2001年（平成13年）
  - 4月1日 - 機械科2学級のうち1学級を学科改編し、自動車科を設置。
  - 6月 - 国土交通省より自動車整備士一種養成施設指定。
- 2023年（令和5年）4月  - 東京都立墨田工科高等学校へ改称｡

## 校歌
- 本荘秀彦作詞／中田章作曲

## 特色
主な行事として体育祭（9月下旬頃）、文化祭（墨工祭11月上旬頃）、予餞会（2月下旬頃）等が行われている。体育祭では、鳳凰（機械科）、白虎（自動車科）、玄武（電気科3組）、麒麟（電気科4組）、青龍（建築科）の各団による応援合戦が行われる。その為,体育祭前より昼休み等で各団ごとに「声出し(応援)」の練習をする。各団ごとに応援歌が存在し、応援団(通称・援団)の団長が指揮をとる。予餞会では1年生の希望者が全校生徒の前で「演芸(各団の応援歌や一発芸)」などを披露する。声出しや演芸は前時代的で昭和に取り残された伝統である。声出しは生徒全員参加(女子生徒はお囃子練習のため除く）で上級生が指導する。2013年頃に教育委員会に報告され、練習方法が改善された。元気よく挨拶が出来るようになる等の利点もあるがキツイと感じる生徒もいる。後輩と先輩の関係もそれが反映され、上下関係が保たれている。別の理由もあるが、そのせいでの退学者や転校者が存在する。文化祭（墨工祭）は、クラス企画のほか各工業科の展示があり専門高校の特色を反映している。 また、ライブ等もあり地域住民が来場している。
バスケットボール部は1949年の選手権（現インターハイ）で準優勝となった。入試では、推薦入試で一般推薦および文化・スポーツ特別推薦（硬式野球・バスケットボール等）を実施している。
高校卒業者数に対する就職率が高いことでも知られ、例として2022年度卒業者の中では156人のうち143人が就職している。

## 事故
2016年7月14日、午前中のプール授業で3年生男子生徒が保健体育男性教諭の飛び込み指導で水深1.1mのプール底に頭部を強打し首を骨折、胸から下が麻痺の状態。
この事故について、捜査をしていた警視庁は2020年10月、該当教師を業務上過失傷害の疑いで書類送検し、検察も略式起訴した。ところが東京簡易裁判所は、書面での審理だけで処分を決める略式命令は相当ではないと判断し、正式な裁判を開くことを決めた事が2021年1月に伝えられた。
2021年11月22日の判決で東京地方裁判所は求刑通り、罰金100万円の判決を言い渡した。

## 著名な卒業生
- 邦創典 - 俳優
- 太田祐一 - 自動車技術者、自動車デザイナー
- 中島慎三郎 - 通訳者
- 木原孝一 - 詩人
- 小林茂 - 実業家、秀和社長
- 小浜元孝 - バスケットボール選手・指導者
- 吉尾弘 - 登山家
- 斉藤薫 - 照明技師
- 夏八木勲 - 俳優
- ちばあきお - 漫画家
- 田中傑幸 - プロフェッショナルダンサー
- 山本淳一 - 歌手、元光GENJI
- 永田雅規 - ミュージシャン
- 竹原世連 - ヒップホップダンサー
- いもと。 - ミュージシャン
- 本田和之 - 巨匠（お笑いコンビ）
- 標永久 - 俳優
- 渡部孝一-プロポケットビリヤード選手

## 著名な教職員
- 大村智 - 化学者、2015年ノーベル生理学・医学賞受賞者。定時制の教員として5年間勤務していた。